# Altimétrie satellitaire

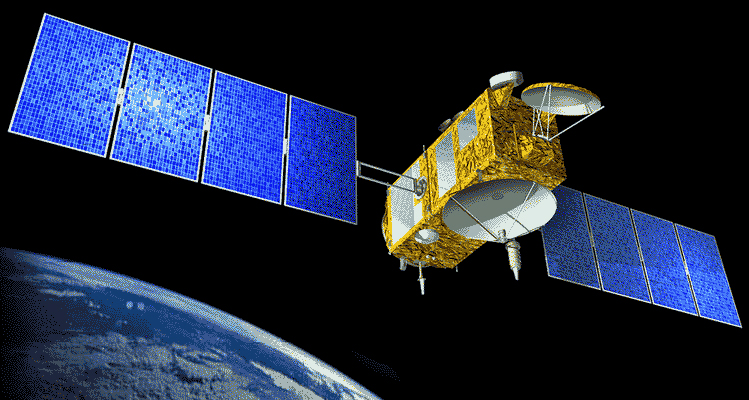
Le Satellite Jason-1 est un satellite d'altimétrie satellitale

L'altimétrie satellitaire ou satellitale, aujourd'hui au centre de l'activité d'océanographie spatiale, est une technique spatiale permettant de mesurer le relief des océans, mise au point dans les années 1970 puis 1980, et qui a vu ses capacités décuplées en termes de précision et de couverture spatio-temporelle. Ces progrès ont été notamment obtenus grâce aux données du satellite franco-américain TOPEX/Poseidon lancé par la fusée Ariane en août 1992. Aujourd'hui, le successeur de ce dernier satellite, en fin de vie, est Jason-1 (Alcatel-Space, Cannes), premier satellite de ce qui devrait devenir une véritable filière spatiale en matière de suivi océanographique à long terme. 

## Principe
La technique d'altimétrie est basée sur la mesure de la hauteur instantanée de la mer à l'aide d'un radar (onde à environ 13 GHz) embarqué sur un satellite artificiel. L'onde radar émise par le satellite se réfléchit sur la surface de la mer et est renvoyée à bord. Le satellite mesure alors le temps aller-retour et analyse la forme d'onde reçue, permettant respectivement de déterminer la distance entre le satellite et la surface de la mer ainsi que la rugosité de la surface, qui peut être reliée à la hauteur des vagues. L'altitude de la surface de la mer est ensuite déduite de la différence: altitude du satellite - distance mesurée, où l'altitude du satellite est calculée de façon extrêmement précise à partir du suivi permanent de la trajectoire réalisé depuis le sol par des stations de poursuite comme celle installée depuis plusieurs années sur le plateau de Calern (OCA) dans l'arrière pays de Grasse.
Cette équation simple met en évidence l'importance de réaliser un calcul d'orbite très précis afin de déterminer sans ambiguïté l'altitude de la surface de la mer. C'est sûrement l'un des domaines qui ont connu les progrès les plus importants ces dernières années, passant d'une précision d'un demi-mètre dans les années 1980 (avec les satellites Seasat et Geosat) à 2–3 cm dans le cas du satellite océanographique TOPEX/Poseidon. Cette amélioration est due notamment à l'utilisation de mesures de poursuite de satellite comme la télémétrie laser et le système DORIS, techniques développées par le CNES, l'IGN et l'OCA, qui permettent de situer le satellite très précisément. En outre, au site de Calern (OCA) déjà existant s'ajoute, dans l'objectif du lancement de Jason-1, un nouveau site de suivi et d'étalonnage des satellites océanographiques en Corse. Ce double site doit permettre de surveiller la Méditerranée de façon très précise sur plusieurs années. 
L'ensemble des hauteurs de mer ainsi déterminées le long de la trajectoire du satellite tous les 6  à   7 km permet d'obtenir une « image » de la surface des océans. Sur une durée de plusieurs années, le satellite altimétrique donne donc accès à une cartographie évolutive de la surface des océans avec une précision meilleure que 5 cm.

## Intérêt de la mesure altimétrique
Les mesures altimétriques ont plusieurs domaines d'application.

### Géodésie
La forme géométrique permanente des océans épouse de très près le géoïde, surface équipotentielle du champ de gravité, et reflète donc la distribution hétérogène des densités de la matière depuis le fond des océans jusque dans les grandes profondeurs de la Terre. Ceci permet donc d'une part d'avoir accès en quelque sorte à la composition interne de la Terre mais aussi à la topographie du fond des océans. En effet, une chaîne de montagne sous-marine crée un excédent de matière alors qu'un abysse provoque un déficit de matière engendrant réciproquement une bosse et un creux à la surface de la mer.
La surface des océans est donc également le reflet du relief de ses fonds marins: par exemple une bosse de 1 m dans la surface de la mer correspond approximativement à une montagne sous-marine de l'ordre de 1 000 m d'altitude. Les mesures combinées des satellites TOPEX/Poseidon et ERS-1 ont conduit notamment à une cartographie de l'ensemble de la topographie sous-marine avec une résolution spatiale de 7 km (A. Cazenave, GRGS/Toulouse) permettant de mettre en évidence les chaînes de volcans sous-marins, les zones d'interface entre les plaques tectoniques, et pourquoi pas… les traces des cratères d'impact des astéroïdes.

### Océanographie
À la topographie permanente, au moins à l'échelle de milliers d'années, vient se superposer un relief créé par les courants océaniques. La vitesse de ces courants est proportionnelle à la pente locale de la surface de l'eau. Par ailleurs, dans l'hémisphère Nord les courants tournent dans le sens des aiguilles d'une montre autour des " bosses " et dans le sens inverse autour des " creux ": ce phénomène s'inverse dans l'hémisphère Sud du fait de la rotation de la Terre. L'amplitude typique du relief de la surface des océans lié aux courants (appelée topographie dynamique) est de ±1 m. Lorsqu'on sait qu'un courant comme le Gulf Stream (au nord de l'atlantique nord), créant un relief de l'ordre du mètre, est capable de transporter un flux de 100 millions de m3 d'eau par seconde (environ 100 fois le total des rivières du globe) il n'est pas difficile d'imaginer tout l'intérêt d'être capable de mesurer la surface des océans avec une très grande précision. En effet, ces énormes masses d'eau transportent avec elles l'énergie thermique emmagasinée par l'océan et servent donc de régulateur thermique. Toute variation dans la quantité d'eau transportée ou dans la direction du courant aura donc une influence sur les phénomènes météorologiques (précipitation et évaporation) ou climatiques pour des modifications importantes à long terme. 
L'exemple récemment médiatisé du phénomène El Niño illustre bien cet aspect. En effet, les quelque deux mille milliards de mètres cubes d'eau chaude transportés en quelques mois des rivages Australiens vers les côtes péruviennes sont à l'origine, durant plusieurs mois, de conditions météorologiques inhabituelles et d'une succession d'événements désastreux à l'échelle de la planète.

### Modélisation océanique
La prévision ne peut se faire qu'au moyen de modèles. L'océanographie spatiale doit encore « engranger » des informations sur de grandes échelles de temps pour être à même de construire des modèles climatiques fiables, au moins à l'échelle de quelques années. Les enjeux et les besoins d'observation font en quelque sorte de l'océanographie et de la météorologie des « sœurs jumelles ». Ainsi, l'altimétrie opérationnelle en fournissant à la fois des informations sur la vitesse et la direction des courants, la hauteur des vagues et la force du vent… établit un trait d'union entre la météorologie marine et l'océanographie physique.